# Deborah Willis

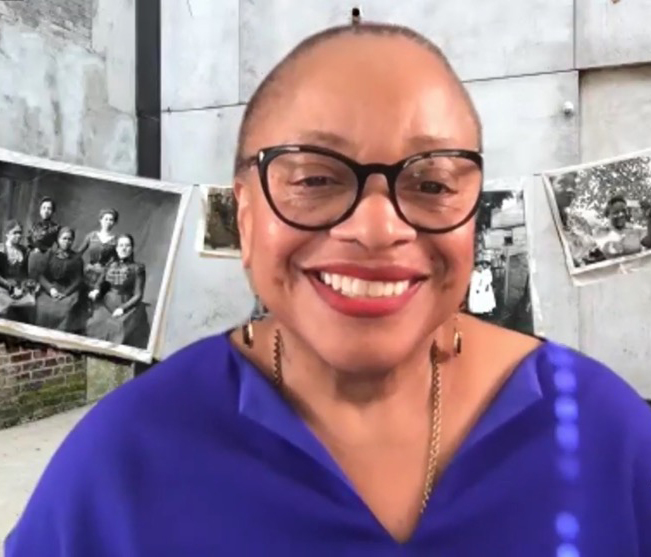
Deborah Willis, 2020

Deborah Willis (* 5. Februar 1948 in Philadelphia, Pennsylvania) ist eine US-amerikanische Fotohistorikerin. Durch ihre Forschung, die auch in Ausstellungen und international wahrgenommenen Bildbänden Niederschlag fand, hat sie sich um die Rezeption des afroamerikanischen Anteils der Fotokunst, des Fotojournalismus und der Alltagsfotografie in den Vereinigten Staaten verdient gemacht. Sie hat eine Professur an der New York University inne und ist Institutsvorstand am Department of Photography & Imaging der Tisch School of the Arts. Zu den Auszeichnungen, die sie erhielt, zählt der Anonymous Was A Woman Kunstpreis im Jahr 1996.

## Werdegang
Für Fotografie interessierte sich Deborah Willis von Klein auf: Als Zehnjährige betrachtete sie im Schönheitssalon ihrer Mutter die Bilder in Zeitschriften wie Ebony und Life. Zudem eröffnete die dortige Klientel von „churchwomen, singers, dancers, domestic workers, bankers and business women, and their daughters“ dem Mädchen einen Zugang zu weiblichen Lebensgeschichten, die in ihrer späteren Arbeit als Fotografin sowie in ihrer wissenschaftlichen und kuratorischen Tätigkeit einen der Schwerpunkte bildeten. Als einschneidend bezeichnet Willis im Nachhinein die Entdeckung von Langston Hughes und seinem Buch The Sweet Flypaper of Life.
Nach ihrem Schulabschluss übersiedelte Willis nach New York und inskribierte am Pratt Institute. Im Zuge ihrer Fokussierung auf Fotografie und das Fotografieren kontaktierte die Kunststudentin Gordon Parks, der ihr zurückschrieb und sie motivierte. Willis und Parks blieben bis zu seinem Tod in Verbindung. An das Schomburg Center for Research in Black Culture in Harlem, wo sie als Studentin recherchiert hatte, kehrte sie in den 1980er- und 1990er-Jahren als Kuratorin zurück. Eine MacArthur Fellowship (2000) spielte sie frei für intensive Forschungstätigkeit, die in eine Professur an der New York University mündete. Auch ein Guggenheim-Stipendium zählt zu den Anerkennungen von Willis’ Arbeit. Eine weitere Station ihres akademischen Bildungsweges war die George Mason University (PhD Cultural Studies '03), eine Etappe ihrer kuratorischen Tätigkeit das Smithsonian American Art Museum mit seinem Center for African-American History and Culture, Vorläufer des National Museum of African American History and Culture.
Im Jahr 2021 wurde Deborah Willis in die American Academy of Arts and Sciences aufgenommen, im Jahr zuvor hatte sie den Award for Outstanding Service der Royal Photographic Society erhalten. Ihr jüngstes Buch, The Black Civil War Soldier: A Visual History of Conflict and Citizenship, war für einen National Book Award nominiert. 2024 wurde Willis zum Mitglied der American Philosophical Society gewählt.

## Wirken

### Buchveröffentlichungen
- Black Photographers, 1840–1940: an Illustrated Bio-bibliography. 1985

- Posing Beauty: African American Images from the 1890s to the Present
- J. P. Ball: Daguerrean and Studio Photographer. 1993
- VanDerZee, Photographer 1886–1983. 1993.
- The Black Female Body: A Photographic History. 2002
- Envisioning Emancipation: Black Americans and the End of Slavery
- Michelle Obama: The First Lady in Photographs. 2009
- The Black Civil War Soldier: A Visual History of Conflict and Citizenship. 2021

### Ausstellungen
- Black Photographers Bear Witness: 100 Years of Social Protest, 1989
- Imagining Families: Images and Voices, 1994
- Visual Journal: Harlem and D.C. in the Thirties and Forties, 1996

- In Pursuit of Beauty, Express Newark
- Let Your Motto Be Resistance: African American Portraits, International Center of Photography, 2007
- Reframing Beauty: Intimate Moments, Indiana University